# Лебеді (Балезінський район)
Ле́беді (рос. Лебеди) — присілок в Балезінському районі Удмуртії, Росія.

## Населення
Населення — 2 особи (2010; 2 в 2002).
Національний склад станом на 2002 рік:
- удмурти — 50 %
- білоруси — 50 %